# Krzysztof Szramiak
Krzysztof Szramiak (ur. 9 lipca 1984 w Opolu) – polski sztangista. Zawodnik klubu Budowlani Opole od 1998 r.

## Życiorys
Zaczynał podnoszenie ciężarów w wieku 13 lat, a już 2 lata później na mistrzostwach Europy juniorów, w rywalizacji ze starszymi o kilka lat przeciwnikami, otarł się o podium. Pewnie by zdobył medal, gdyby tydzień przed wyjazdem nie spadła mu na treningu na nogę sztanga. Rok później był już mistrzem Starego Kontynentu do lat 16 i rozpoczął starty z seniorami. W 2004 został wicemistrzem świata juniorów. W tym samym roku zdobył mistrzostwo Polski seniorów i zadebiutował na igrzyskach olimpijskich w Atenach (zawodów nie ukończył). Brał udział w konkursie podnoszenia ciężarów podczas Igrzysk Olimpijskich w Pekinie w 2008 w kategorii do 77 kg. Zajął 8. miejsce, uzyskując 352 kg w dwuboju (pobił swój rekord życiowy o 2 kg). W 2010 został srebrnym medalistą mistrzostw Europy w kategorii do 77  kg. W czerwcu 2012 roku dwukrotnie, w odstępie niespełna 2 tygodni, wykryto u niego stosowanie niedozwolonych środków dopingowych. Zarząd Polskiego Związku Podnoszenia Ciężarów zdyskwalifikował go dożywotnio, interpretując tę sytuację jako 2 oddzielne przewinienia dopingowe. Ostatecznie jednak kara ta, pod wpływem stanowiska Międzynarodowej Federacji Podnoszenia Ciężarów (IWF) i Światowej Agencji Antydopingowej (WADA), które uznały tę sytuację za jedno, wspólne przewinienie, została zmniejszona do 2 lat. Szramiak powrócił do rywalizacji w 2014 roku. W trakcie trwania Igrzysk Olimpijskich w Rio de Janeiro 2016 wykryto u niego po raz kolejny stosowanie środków dopingujących.
Studiował na Wydziale Wychowania Fizycznego Politechniki Opolskiej. Ma 167 centymetrów wzrostu, waży 78 kg.